# Mychajło Saczko
Mychajło Wasylowycz Saczko, ukr. Михайло Васильович Сачко, ros. Михаил Васильевич Сачко, Michaił Wasiljewicz Saczko (ur. 1 lutego 1959 we wsi Chlebiczyn Leśny, w obwodzie iwanofrankowskim) – ukraiński piłkarz, trener piłkarski.

## Kariera piłkarska

### Kariera klubowa
Karierę piłkarską rozpoczął w Spartaku Iwano-Frankowsk. Potem bronił barw Szachtara Pawłohrad. Następnie występował w symferopolskich klubach Burewisnyk, rezerwowej drużynie Tawrii oraz Meteor Symferopol. Zakończył karierę w Drużbie Joszkar-Oła.

## Kariera trenerska
Ukończył Państwowy Uniwersytet w Symferopolu. Trener kategorii wyższej. Posiada licencję UEFA kategorii A Nr 220. Najpierw trenował Charczowyk Symferopol. Zespół nie raz zdobywał mistrzostwo miasta, medale mistrzostw obwodu, Puchar Krymu. W 2000 to dzięki jego staraniom został odrodzony klub Dynamo Symferopol, w którym do lata 2005 pełnił funkcje głównego trenera. Awansował z klubem do ukraińskiej Pierwszej Lihi. 6 lipca 2008 podpisał roczny kontrakt z klubem Krymtepłycia Mołodiżne, który prowadził do lata 2009. Na początku stycznia 2013 ponownie wrócił do kierowania Krymtepłycią.

## Sukcesy

### Sukcesy trenerskie
- mistrz Drugiej lihi Ukrainy: 2004